# 高尾アパート

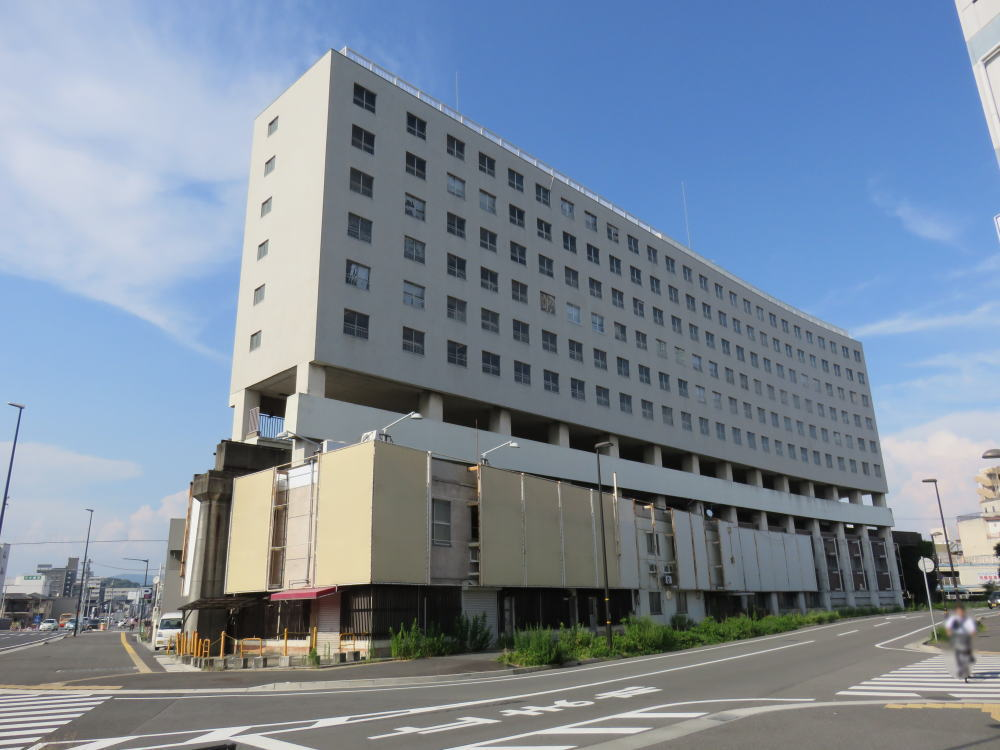
解体前の高尾アパート

高尾アパート（たかおアパート）は、かつて兵庫県姫路市に存在した公団住宅である。
鉄道路線である姫路市交通局モノレール線が建物内を通っており、大将軍駅（だいしょうぐんえき）が置かれていた。

## 概要
モノレール線の開業に際し、線路上に建設された公団住宅となる。建屋内には同線唯一の途中駅として大将軍駅が設置された。
建物をモノレールの線路が貫くという特徴的な構造の集合住宅であったが、大将軍駅は建設後2年で休止され、モノレール線自体も1974年（昭和49年）に休止された。
以降も集合住宅として供用されていたが、耐震上の問題により2013年（平成25年）に解体が決定。2016年（平成28年）から翌年にかけて解体された。

## 歴史

### 建設
モノレール線は、1966年（昭和41年）に手柄山などを会場として開催された姫路大博覧会の旅客輸送を目的に開業した。
もとは25m幅の道路の中央に5m幅のグリーンベルトを設け、そこにモノレールを敷設する構想であった。ところが当時の建設大臣・河野一郎がこれに難色を示したことでこの構想は立ち消えとなる。
そこで、これに代えて20m幅の道路に沿って10m幅の用地を確保し、ここに4階建てに高さを揃えたビルを建設し、3階部分にモノレールを通すというアイデアを立てた。実際に建設されたのはこの高尾アパートだけであったが、これは都市再開発と軌道敷を一体整備し、都心部での導入空間確保と市街地改善を同時に行う工夫として注目された。
かくして竣工した高尾アパートであったが、モノレール線が開業した5月17日の時点で姫路大博覧会の会期の半分以上が過ぎていた上、姫路大博覧会の終了後は急激に業績を落とすこととなる。中でも姫路駅から500mほどしか離れていなかった大将軍駅は1968年（昭和43年）1月31日に営業を休止。1974年（昭和49年）4月11日にはモノレール線自体の運行が休止され、1979年（昭和54年）1月26日をもって正式に廃止となった。

### 解体
阪神・淡路大震災後の耐震診断で倒壊のおそれが指摘されたため補強工事が検討されていたが、所有者の都市再生機構はコスト面から補修を断念し、高尾アパートを解体する方針であることを明らかにした。解体を前に2016年8月13日から翌14日の2日間、大将軍駅のホームが48年ぶりに一般公開された。
跡地の再開発を見据えて解体工事が行われたが、2017年になり杭基礎として用いていたH形鋼200本あまりの頭部が変形し、掘り出しが困難となっていることが判明。振動を伴う工法を使えば抜けるものの、民家が多い地域ということもあり「地中の基礎部分の解体が困難」として、姫路市が跡地の本格開発を断念、敷地を駐車場とすることを表明した。

## 構造
1階と2階に商業施設が、3階と4階に大将軍駅が入り、5階から10階が賃貸住宅という珍しい形態であった。
大将軍駅は1面1線の単式ホームを持つ駅であった。ホームに設置された駅名標には旧字体で「大將軍駅」とされていた物もあった。ローマ字は訓令式(DAISYOGUN)とヘボン式(HIMEJI)が混ぜて使われていた。
1階および2階にはビジネスホテルがあったが後に廃業し、その後は市が倉庫として活用していた。その他の部分は住宅部や東側の軌道桁も含めほぼ当時の姿のままだったが、後述の解体工事開始直前の一般公開を例外として、一般向けには閉鎖されていた。

## その他
モノレール線の駅名となった「大将軍」とは、この駅がある高尾町と隣の南畝町にかけて存在した小字であり、大将軍神社が付近に現存する。大将軍神社は十二所神社の御旅所で、方位神の大将軍を祀っている。
ほかに延暦年間に播磨国総社に祈願した征夷大将軍・坂上田村麻呂が十二所神社にも祈願し、寄進した田が字の名となったという説もある。

## 隣の駅
姫路市交通局
モノレール線
姫路駅 - 大将軍駅 - 手柄山駅